# David (Schiff)
Die David war ein Torpedoboot, das während des Amerikanischen Bürgerkriegs von der Südstaatenmarine gebaut wurde. Ihr Bau war von Theodore Stoney privat finanziert worden. Nach den Plänen seines Partners, des Wissenschaftlers und Arztes St. Julian Ravenel, baute David Ebaugh 1863 in Charleston die David. Nach denselben Plänen wurde später noch weitere Boote desselben Typs gebaut. Ihre genau Zahl ist unbekannt, sicherlich aber zwischen 4 und 50 Boote.
Die David hatte einen zigarrenförmigen Rumpf, an dessen Spitze ein Spierentorpedo, ein 10 m langes Rohr mit einer ca. 50 kg schweren Schwarzpulverladung, befestigt war. Mit einem schweren Ballast aus Eisenbarren im Rumpf lag die David sehr tief im Wasser. Sie war dafür gebaut, sich so unbemerkt an die feindlichen Schiffe, die den Hafen von Charleston blockierten, anzunähern und mit dem Spierentorpedo zu rammen. In den Südstaaten griff man aufgrund der erdrückenden Übermacht an gepanzerten und schwerbewaffneten Marineschiffen der Nordstaaten auf eine solche Taktik zurück, mit der man das Überraschungsmoment ausnutzen wollte. Daher rührt auch der Name der David: Der Angriff auf die viel größere New Ironsides soll Ravanels Frau an den Kampf David gegen Goliath erinnert haben.
Auch wenn ihre Form stark an U-Boote wie etwa die zum selben Zeitpunkt gebaute H. L. Hunley erinnern, konnte die David aufgrund ihres Antriebs mit einer Dampfmaschine nur an der Oberfläche eingesetzt werden. Sie wurde allerdings auch eingesetzt, um die Hunley aus dem Hafen herauszuschleppen.
Bei ihrem ersten Einsatz konnte die David am 5. Oktober 1863 im Schutz der Nacht durch die Blockade schlüpfen und das US-amerikanische Flaggschiff New Ironside zwar nicht versenken, aber schwer beschädigen.
Ein Angriff auf die Memphis am 6. März 1864 misslang, als die Ladung des Spierentorpedos auch beim zweiten Rammmanöver nicht detonierte.
Ihr letzter nachweislicher Einsatz war eine Attacke auf die Dampffregatte Wabash. Die David wurde jedoch frühzeitig gesichtet, und die Wabash konnte entkommen.
Der weitere Verbleib der David ist nicht gesichert. Mehrere ihrer Schwesterschiffe fielen in Feindeshand, als Charleston 1865 von den US-Truppen eingenommen wurde, die Überreste anderer blieben am Flussufer vor Charleston liegen.